# Willi Heßlich

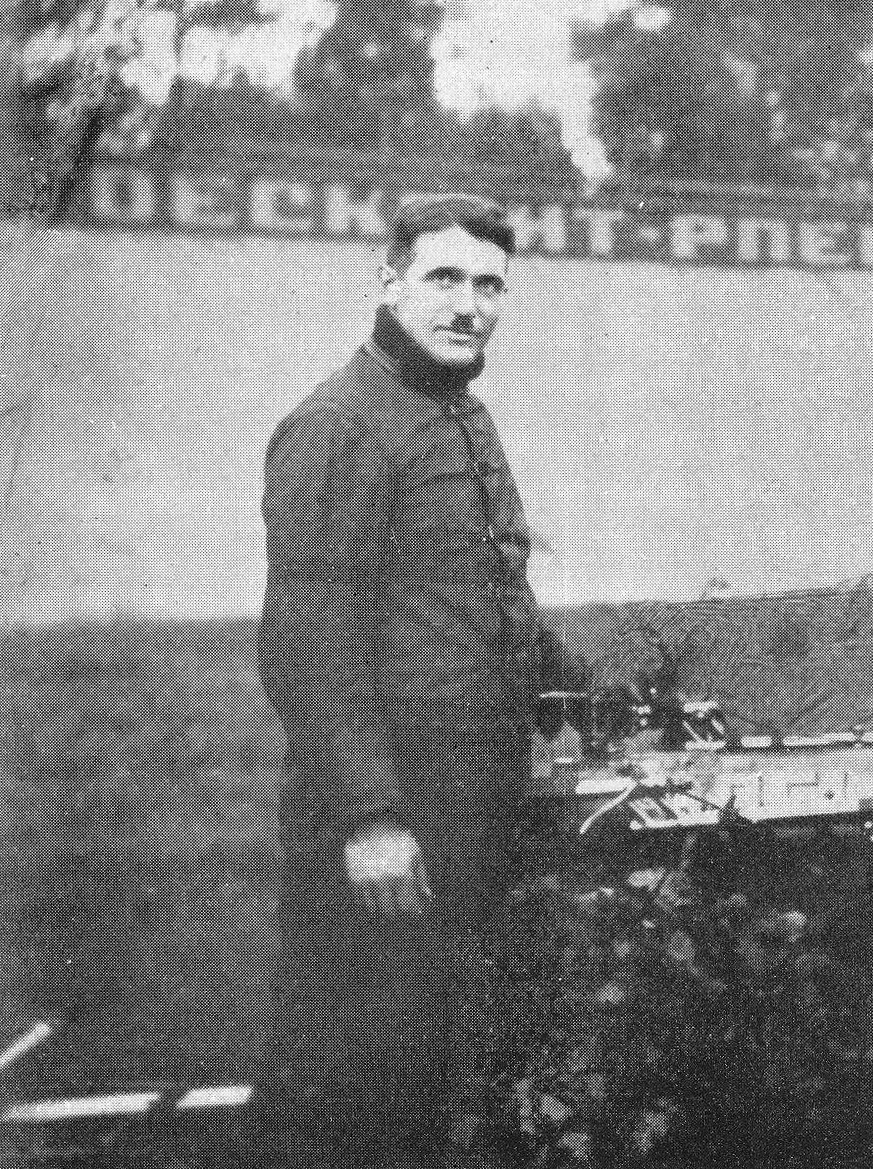
Willi Heßlich

Willi Heßlich (* 20. Juli 1882 in Dresden als Heinrich Martin Willy Heßlich; † 13. April 1940 ebenda) war ein deutscher Radrennfahrer und Schrittmacher.
Willi Heßlich, Sohn eines Maurers, machte eine Mechanikerlehre und kam so in Berührung mit Fahrrädern und dem Radsport. Im Jahre 1900 bestritt er sein erstes Rennen als Amateur. Nach seinem Militärdienst von 1902 bis 1904 beschloss er, Schrittmacher zu werden, und fuhr erfolgreich Rennen vor dem Steher Kurt Rosenlöcher. 1907 erlitt er nach einem Sturz einen komplizierten Beinbruch. 1910 wechselte Heßlich zum Rennfahrer Albert Schipke. Nach dem Krieg führte er vor allem Jean Rosellen, mit dem er gemeinsam 1923 Deutscher Meister der Profi-Steher wurde. 1939 führte er Erich Metze zum deutschen Meistertitel und 1940 Georg Umbenhauer auf den zweiten Platz der Steher-DM hinter Toni Merkens.
Auch der jüngere Bruder von Willi Heßlich, Walter, war Schrittmacher, er führte u. a. den niederländischen Weltmeister Piet Dickentman. Er verunglückte tödlich 1951 beim Training auf der Radrennbahn Andreasried in Erfurt. Er war der Urgroßvater des Olympiasiegers und mehrfachen Weltmeisters im Sprint, Lutz Heßlich.
Von 1911 bis zur Scheidung 1921 war Heßlich in erster Ehe mit der Kassiererin Ottilie Augusta Hertha Schulz verheiratet, seine zweite Ehe mit Maria Klara Ida Mehlig ging er 1927 ein.